# 2908 Shimoyama
A 2908 Shimoyama (ideiglenes jelöléssel 1981 WA) a Naprendszer kisbolygóövében található aszteroida. Furuta Tosimasza fedezte fel 1981. november 18-án.